# نهائي كأس العالم للرجبي 2019
نهائي كأس العالم للرجبي 2019 هي المباراة النهائية من منافسة كأس العالم للرجبي 2019، أقيمت المباراة في 2 نوفمبر 2019، في ملعب يوكوهاما الدولي، بين فريقي منتخب إنجلترا الوطني لاتحاد الرغبي، ومنتخب جنوب أفريقيا الوطني لاتحاد الرغبي، وفاز فيها منتخب جنوب أفريقيا الوطني لاتحاد الرغبي، بعد أن هزم منتخب إنجلترا الوطني لاتحاد الرغبي، بنتيجة 12 - 32، وكان حكم المباراة Jérôme Garcès ‏، وحضر المباراة 70103 شخصاً.

## تفاصيل المباراة
لعبت المباراة النهائية في 2 نوفمبر 2019.
| 2 نوفمبر 2019 18:00 توقيت اليابان (ت ع م+09:00) |

| إنجلترا                                        | 12–32  | جنوب إفريقيا |
| ركلة جزاء: أوين فاريل (4/5) 23', 35', 52', 60' | Report | محاولة: Mapimpi 66' c تشيسلين كولبي 74' c تحويل: هاندري بولارد (2/2) 67', 75' ركلة جزاء: هاندري بولارد (6/8) 10', 26', 39', 43', 46', 58' |

| ملعب يوكوهاما الدولي، يوكوهاما الحضور: 70,103 الحكم: Jérôme Garcès ‏ (فرنسا) |